# Municipio Padcaya
Das Municipio Padcaya liegt im Departamento Tarija im südamerikanischen Anden-Staat Bolivien.

## Lage im Nahraum
Das Municipio Padcaya ist das nördliche der beiden Municipios der Provinz Aniceto Arce. Es grenzt im Norden an die Provinz Cercado und die Provinz José María Avilés, im Westen und Südosten an die Republik Argentinien, im Süden an das Municipio Bermejo, im Osten an die Provinz Gran Chaco und im Nordosten an die Provinz Burnet O’Connor.
Der zentrale Ort des Municipios ist die Ortschaft Padcaya mit 1437 Einwohnern (2012) am nördlichen Rand des Municipios.

## Geographie
Das Municipio Padcaya liegt im südlichen Bolivien an den Ostabhängen der östlichen Anden-Gebirgskette am Übergang zum bolivianischen Tiefland.
Die mittlere Durchschnittstemperatur der Region liegt bei 13,5 °C (siehe Klimadiagramm Padcaya), der Jahresniederschlag beträgt 630 mm, bei einer ausgeprägten Trockenzeit von Mai bis September mit Monatsniederschlägen unter 10 mm, und einer Feuchtezeit von Dezember bis Februar mit Monatsniederschlägen deutlich über 100 mm. Die monatlichen Durchschnittstemperaturen schwanken zwischen 9 °C im Juni und Juli und 17 °C im Dezember und Januar.

## Bevölkerung
Die Einwohnerzahl des Municipio Padcaya hat sich zwischen 1992 und 2024 nur wenig verändert:
| Jahr | Einwohner | Quelle       |
| ---- | --------- | ------------ |
| 1992 | 17.341    | Volkszählung |
| 2001 | 19.260    | Volkszählung |
| 2012 | 18.681    | Volkszählung |
| 2024 | 17.783    | Volkszählung |

Die Bevölkerungsdichte des Municipio bei der Volkszählung von 2024 betrug 3,85 Einwohner/km², der Anteil der städtischen Bevölkerung ist 0 Prozent. Die Lebenserwartung der Neugeborenen lag im Jahr 2001 bei 65,5 Jahren.
Der Alphabetisierungsgrad bei den über 19-Jährigen beträgt 74 Prozent, und zwar 85 Prozent bei Männern und 62 Prozent bei Frauen (2001).

## Politik
Ergebnis der Regionalwahlen (concejales del municipio) vom 4. April 2010:
| Wahl- berechtigte |  | Wahl- beteiligung | gültige Stimmen |  | MAS-IPSP | COMUNIDAD | CC     |
| ----------------- |  | ----------------- | --------------- |  | -------- | --------- | ------ |
| 9.579             |  | 8.258             | 6.701           |  | 3.133    | 2.709     | 859    |
|                   |  | 86,2 %            | 81,1 %          |  | 46,8 %   | 40,4 %    | 12,8 % |

Ergebnis der Regionalwahlen (elecciones de autoridades políticas) vom 7. März 2021:
| Wahl- berechtigte |  | Wahl- beteiligung | gültige Stimmen |  | MAS-IPSP | UNIDOS POR TARIJA | COMUNIDAD POR TODOS | MTS    | ISA    |
| ----------------- |  | ----------------- | --------------- |  | -------- | ----------------- | ------------------- | ------ | ------ |
| 12.942            |  | 11.129            | 10.085          |  | 5.337    | 3.033             | 1.156               | 335    | 99     |
|                   |  | 85,99 %           | 90,62 %         |  | 52,92 %  | 30,07 %           | 11,46 %             | 3,32 % | 0,98 % |

## Gliederung
Das Municipio unterteilt sich in die folgenden zwölf Kantone (cantones):
- 06-0201-01 Kanton Padcaya – 17 Ortschaften – 3.756 Einwohner (Volkszählung 2012)
- 06-0201-02 Kanton Chaguaya – 4 Ortschaften – 796 Einwohner
- 06-0201-03 Kanton Camacho – 14 Ortschaften – 1.958 Einwohner
- 06-0201-04 Kanton Cañas – 3 Ortschaften – 857 Einwohner
- 06-0201-05 Kanton La Merced – 22 Ortschaften – 2.131 Einwohner
- 06-0201-06 Kanton Mecoya – 8 Ortschaften – 1.087 Einwohner
- 06-0201-07 Kanton Orozas – 6 Ortschaften – 545 Einwohner
- 06-0201-08 Kanton Rejara – 6 Ortschaften – 526 Einwohner
- 06-0201-09 Kanton Rosillas – 5 Ortschaften – 759 Einwohner
- 06-0201-10 Kanton San Francisco – 12 Ortschaften – 582 Einwohner
- 06-0201-11 Kanton Tacuara – 2 Ortschaften – 459 Einwohner
- 06-0201-12 Kanton Tariquia – 56 Ortschaften – 5.225 Einwohner

## Ortschaften im Municipio Padcaya
- Kanton Padcaya
  - Padcaya 1437 Einw.

- Kanton Chaguaya
  - Chaguaya 371 Einw. – Abra de San Miguel 221 Einw.

- Kanton Camacho
  - Camacho 382 Einw. – Queñahuayco 250 Einw. – La Huerta 201 Einw. – Canchas Mayu 133 Einw.

- Kanton Cañas
  - Cañas 366 Einw.

- Kanton La Merced
  - La Merced 100 Einw.

- Kanton Mecoya
  - Mecoya 297 Einw.

- Kanton Orozas
  - Orozas 141 Einw.

- Kanton Rejara
  - Rejara 212 Einw.

- Kanton Rosillas
  - Rosillas 450 Einw.

- Kanton San Francisco
  - San Francisco 128 Einw.

- Kanton Tacuara
  - Tacuara 356 Einw.

- Kanton Tariquia
  - San Antonio 92 Einw.